# Halesworth

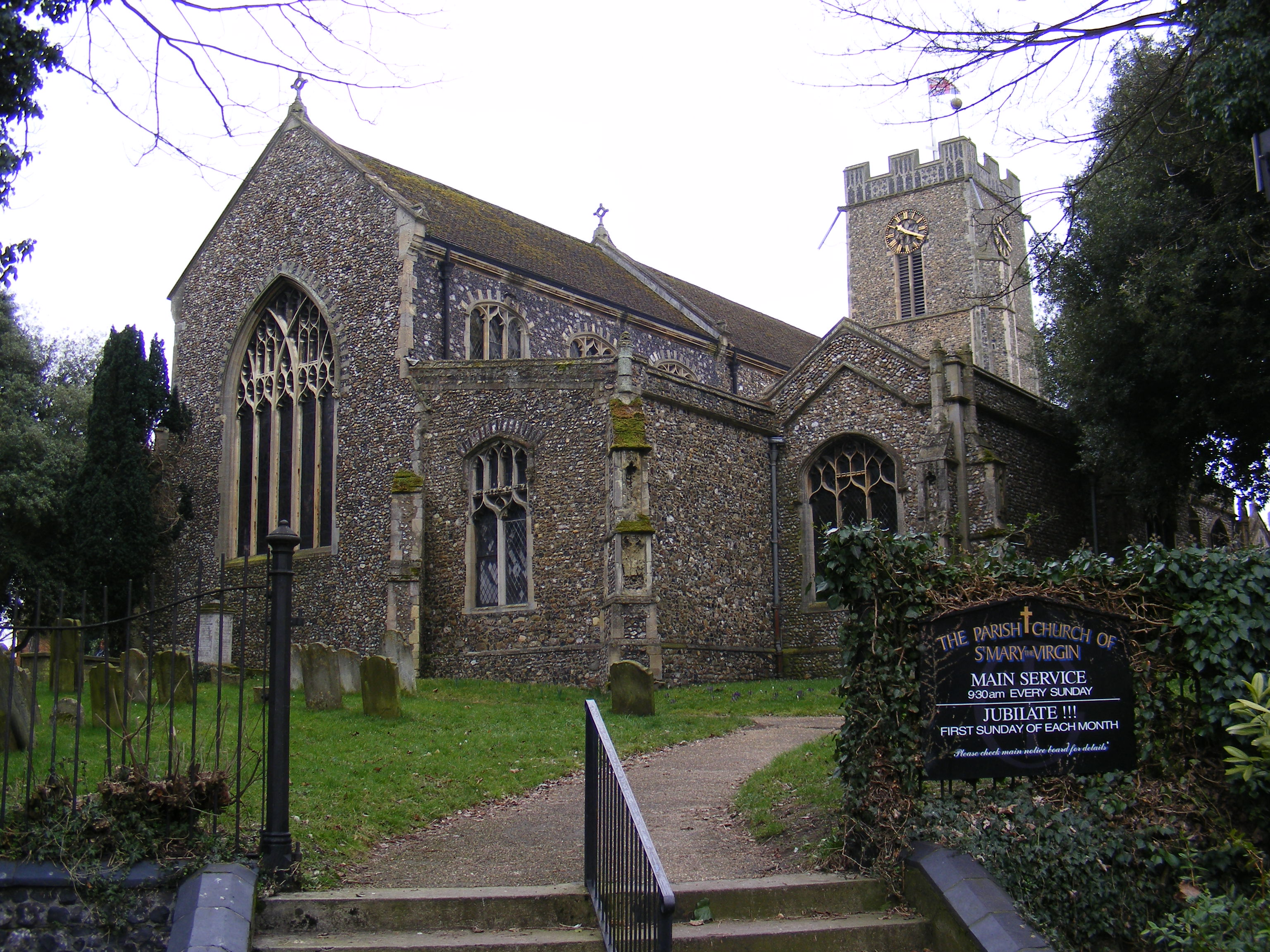
Kirche St. Mary the Virgin

Halesworth ist eine Gemeinde im District East Suffolk im Nordosten von Suffolk in England. Halesworth wird von dem Fluss Blyth durchflossen. Im Jahr 2001 zählte die Stadt 4637 Einwohner.

## Verkehr
Durch die Bahnen der East Suffolk Line ist Halesworth mit Ipswich und Lowestoft verbunden. Eine zwischen 1879 und 1924 betriebene Eisenbahnstrecke von Halesworth nach Southwold könnte nach neuen Plänen den Grundstock für eine neue Bahnlinie bilden.
1761 wurde durch den Bau eines Kanals Blyth schiffbar und das Anlegen von Kohlefrachtern möglich.
Der außerhalb gelegene Flugplatz von Halesworth ist heute in Privatbesitz. 1943 wurde kriegsbedingt mit dem Bau des Flugplatzes begonnen. Anfangs war hier die 56th Fighter Group der 8th Air Force der United States Army Air Forces stationiert. 1944 wurde der Flugplatz außerdem Stützpunkt der 489th Bombardment Group, die an der Operation Overlord beteiligt war. Im November kehrte die Bombergruppe nach Amerika zurück und der Flugplatz wurde von Januar bis Juni 1945 von der 5th Emergency Rescue Squadron benutzt. Im Jahr 1946 endete der Flugbetrieb.

## Kirchen
Eine erste Kirche in Halesworth fand bereits im Domesday Book von 1086 Erwähnung. Die jetzige Kirche St. Mary the Virgin wurde Anfang des 15. Jahrhunderts errichtet, eine Restaurierung fand im späten 19. Jahrhundert statt.

## Museen
- Halesworth & District Museum (geöffnet von Mai bis September)
- Halesworth Airfield Museum

## Parks
- Millennium Green, das größte in Großbritannien mit rund 44 Hektar Fläche. Die zeitweise beweideten Überschwemmungswiesen sind ein Schutzgebiet für Wildtiere in der Nähe des Stadtzentrums.
- Town park

## Veranstaltungen
- Gig in the Park, Musikdarbietung lokaler, nationaler und internationaler Musiker an drei Tagen im August
- Thoroughfair, jährlicher Wohltätigkeitsmarkt in der Fußgängerzone
- Hightide Festival, Uraufführungen von Theater-Produktionen im Mai

## Töchter und Söhne der Stadt
- Joseph Dalton Hooker (1817–1911), Botaniker
- William Dawson Hooker (1816–1840), Mediziner
- George Lansbury (1859–1940), Politiker
- Sarah Ludford (* 1951), Politikerin

## Städtepartnerschaften
- Bouchain in Frankreich
- Eitorf in Deutschland